# Шумна (Рышканский район)
Шумна (рум. Şumna) — село в Рышканском районе Молдавии. Является административным центром коммуны Шумна, включающей также села Булхак и Чепария.

## География
Село расположено на высоте 188 метров над уровнем моря.

## Население
По данным переписи населения 2004 года, в селе Шумна проживает 106 человек (53 мужчины, 53 женщины).
Этнический состав села:
| Национальность | Число жителей | Процентный состав |
| -------------- | ------------- | ----------------- |
| украинцы       | 91            | 85,85             |
| молдаване      | 12            | 11,32             |
| русские        | 3             | 2,83              |
| Всего          | 106           | 100 %             |